# Modernidad conductual

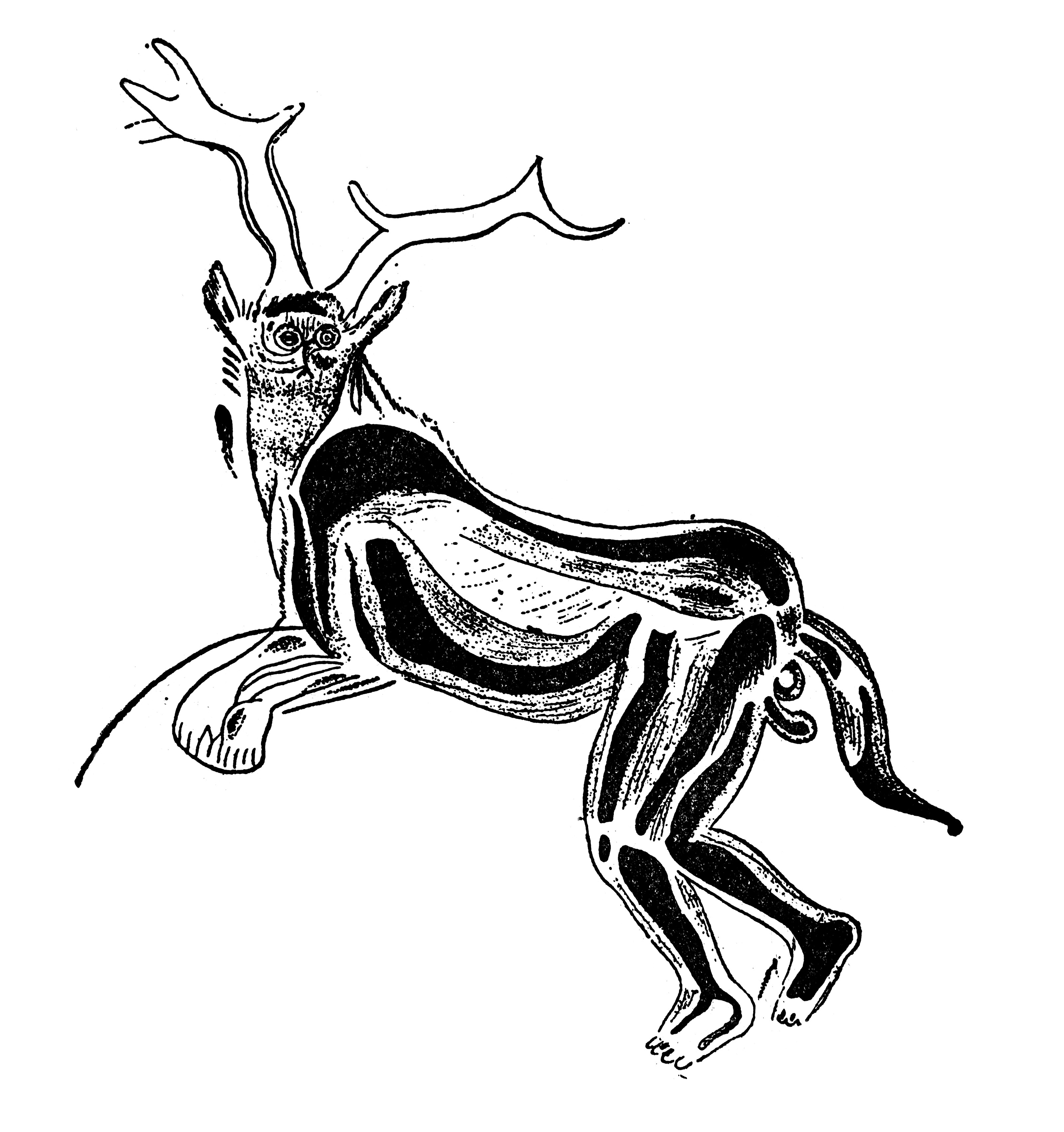
"Hechicero" o "dios cornudo", esquema de Henri Breuil que reproduce una de las pinturas de la cueva de Trois-Frères, de unos 15.000 años de antigüedad.

Los términos modernidad conductual (del inglés behavioral modernity), conducta moderna y comportamiento moderno son expresiones de un concepto utilizado en ciencias sociales (particularmente antropología, arqueología y sociología) para referirse a una serie de rasgos que distinguen al comportamiento o conducta (behaviour) de los humanos modernos del de sus antecesores y del de otras líneas extintas de la evolución humana (y que podrían incluso relacionarse con las causas que provocaron la extinción del Homo neanderthalensis, con quien Homo sapiens llegó a coexistir). Tales rasgos, todos estrechamente vinculados con el origen del lenguaje, son esencialmente: el pensamiento simbólico, la elaboración de conceptos abstractos, la capacidad relacional, el interés por la comprensión de los fenómenos naturales, la creatividad y la transmisión cultural (incluyendo la explosión de la producción artística del Paleolítico Superior y de elementos rituales como las prácticas funerarias, sean o no parte de lo que pudiera considerarse como creencias religiosas). El proceso habría ocurrido contemporáneamente a la primera expansión de las migraciones humanas por todo el Viejo Continente así como por Australia y Nueva Guinea. Así habría  surgido la primera especie biológica autoconsciente de modo que pudo dominar su propio destino y evolucionar culturalmente.

## Teorías opuestas
Una de las principales dificultades metodológicas para dilucidar las cuestiones relativas a este tema, reside en el hecho de que, a diferencia de huesos y artefactos, "el comportamiento no fosiliza", aunque puedan rastrearse sus efectos en la cultura material.
Hay esencialmente dos teorías opuestas sobre la modernidad conductual.
- La primera sostiene que surgió de improviso hace unos 50.000 años, probablemente como resultado de una mutación genética mayor o como resultado de una reorganización del cerebro humano que condujo a la emersión del lenguaje natural humano moderno.[15] Los que proponen esta teoría se refieren a estos eventos con expresiones como Great Leap Forward[16] ("gran salto adelante"),[17] The Human Revolution ("la revolución humana"),[18] Upper Paleolithic Revolution[19] ("Revolución del Paleolítico Superior", concepto comparable a los de Revolución Neolítica y Revolución Industrial) o Creative Explosion ("explosión creativa").[20]

- La segunda teoría sostiene que no hubo ninguna revolución singular, fuera cognitiva o tecnológica; sino que el comportamiento humano actual es el resultado de una gradual acumulación de conocimientos, capacidad y cultura, que ocurrió a lo largo de centenares de miles de años.[21] Entre los que la proponen estarían Stephen Oppenheimer (Out of Eden o The Real Eve),[22] y John Skoyles y Dorion Sagan (Up from Dragons: The evolution of human intelligence).[23]